# イツカノオト
イツカノオトは、2005年に結成された日本のロックバンドである。2007年に無期限活動休止した後、2017年に再始動した。

## 概要
それぞれソロやバンドで活動していたコバヤシヒロシとKAB.のツインボーカルにギター西川進、DJ cool-kという異色の編成でスタートしたバンド。その後、メンバーチェンジや活動休止を経て現在に至る。 
2005年7月、HAPPY DRUG STORE（ハピドラ）としての活動を一時休止する事になったコバヤシヒロシが、当時バンドのサポートメンバーだった西川進に「一緒にバンドをやってみたい」と発言したところ、その場で快諾された。その時に話し合われた内容により、『二人共通の信頼するアーティストKAB.のアーティスト活動復帰のための居場所を作る事』『とにかく楽しく音楽を創造する事』『ハピドラの元リーダーである故・清水和彦が遺した楽曲を世に出せる場を作る事』を目的として、音楽工房的な活動を目指すこととなった。さらに西川の推薦によりDJ cool-kを招致した。
2005年10月にKAB.、西川、コバヤシにDJ cool-kを加えた4人でバンド「イツカノオト」を結成。12月3日に初のライブを開催した。
2006年1月28日より1stライブツアー『手をつなぎたい』をスタートし、1stマキシシングル「手をつなぎたい」を会場で限定リリース。オリコンスタイルの邦楽人気アーティストチャートにて初登場第3位を記録した。
1stライブツアー後にDJ cool-kが脱退、ほぼ同時に深澤秀行が新メンバーとして加入した。
2007年6月、KAB.がソロ活動復帰を決め、イツカノオトでの活動休止を発表した。イツカノオトとしての目標をひとつ達成した事実を受け、2007年10月7日、日比谷野外音楽堂『UTA-KAI』でのライブをもって無期限の活動休止に至った。
2016年12月、西川、KAB.、コバヤシの3人での再始動が決定、深澤は自由参加で不定期に加わることになる。

## バンド名の由来
過去も未来も希望も含まれている言葉『イツカ』と、「〜の音」「ノート（NOTEBOOK）」「ノート（音符）」の3つの意味をこめた『ノオト』を合わせて『イツカノオト』と命名された。

## バンドメンバー
KAB.（かぶ）
ボーカル・ピアノ担当。
コバヤシ ヒロシ
ボーカル・ギター担当。バンドリーダー。
西川 進（にしかわ すすむ）
ギター担当。

### 元メンバー
DJ cool-k
DJ担当。
深澤 秀行（ふかさわ ひでゆき）
再始動後は不定期参加。

## 来歴
- 2005年
  - 10月8日 - バンド結成報告。
  - 11月18日 - 『イツカノ夢ハ今日ノ音VOL.1』シークレット初ライブ。
  - 12月3日 - オフィシャル初ライブ（於 渋谷CYCLONE）。公式ファンクラブ『イツカノトモ』結成。公式サイト開設。
- 2006年
  - 1月28日 - 『LIVE FOR君の味方2006』（長浜芸術文化会館）。Maxi-single『手をつなぎたい』発売。
  - 2月1日 - 名古屋クワトロ（w/広沢タダシ）。
  - 2月5日 - 初台ドアーズにてワンマンライブ。
  - 2月19日 - 「第16回たかの友梨エステティックシンデレラ2006」で「手をつなぎたい」がオンエア。
  - 2月23日 - 下北沢CLUB Que。
  - 3月3日 - 沼津COAST-FMに生出演。
  - 3月5日 - VOICE「プリン体100%」にゲスト出演。
  - 4月5日 - 6ヶ月連続新曲配信#1「人に優しく」「手をつなぎたい」。
  - 4月20日 - DJ cool-kがイツカノオトを卒業。深澤秀行が加入して新生イツカノオト始動。
  - 4月22日 - 公式HPリニューアル。
  - 5月10日 - 6ヶ月連続新曲配信#2「LOVE」「夢の中」。
  - 6月7日 - 6ヶ月連続新曲配信#3「Pinky Rings」「sigh」。
  - 7月5日 - 6ヶ月連続新曲配信#4「どしゃぶりの雨」「Paint It!」。
  - 8月2日 - 6ヶ月連続新曲配信#5「さよなららら」「夢の中」。
  - 9月6日 - 6ヶ月連続新曲配信#6「ほほほ」「Pinky Rings」。
  - 9月24日 - 上野野外水上音楽堂。
- 2007年
  - 3月12日 - 下北沢CLUB Que。
  - 3月28日 - 1stアルバム「イツカノオト」リリース。
  - 4月15日 - 上野野外水上音楽堂。
  - 6月 - 無期限活動休止を発表。
  - 10月7日 - 日比谷野外音楽堂『UTA-KAI』でのライブをもって無期限活動休止となる。
- 2017年
  - KAB.、西川進、コバヤシヒロシが中心となり、音楽工房ユニットとして再始動。
  - 5月6日 - 下北沢440にて再始動ライブ。